# سافينيانو سول بانارو
سافينيانو سول بانارو (بالإيطالية: Savignano sul Panaro)‏ هي بلدية في مقاطعة مودينا في إقليم إميليا رومانيا الإيطالي.

## السكان
في سنة 1861 بلغ عدد السكان 1٬848 نسمة، وتطور العدد ليصل في سنة 2011 لـ 9٬276 نسمة.
يظهر هذا المخطط البياني تطور النمو السكاني لـ سافينيانو سول بانارو